# Mario Giacomelli
Mario Giacomelli (1. srpna 1925 – 25. listopadu 2000) byl italský fotograf a fotožurnalista v žánru humanismu.

## Životopis
Giacomelli se narodil v přístavním městě Senigallia v regionu Marche v Itálii do rodiny se skromnými prostředky. Bylo mu teprve devět let, když jeho otec zemřel, ve třinácti opustil střední školu, aby pracoval jako sazeč a víkendy trávil malováním a psaním poezie. Po hrůzách druhé světové války se od roku 1953 obrátil k bezprostřednějšímu médiu fotografie a připojil se k fotografické skupině Misa, která vznikla téhož roku. Po předválečných letech, kterým dominovala piktorialistická estetika propagovaná fašistickou vládou, tito umělci rádi experimentovali s formou. Toulal se ulicemi a poli poválečné Itálie, inspirován drsnými neorealistickými filmy Vittoria De Sicy a Roberta Rosselliniho a ovlivněný renomovaným italským fotografem Giuseppem Cavalli, zakladatelem Misy, a rozvíjel styl, který radikálními kompozicemi, výrazným ořezem a ostrými kontrasty.
V roce 1955 ho v Itálii objevil Paolo Monti a od roku 1963 se stal známým mimo Itálii prostřednictvím Johna Szarkowského z Muzea moderního umění v New Yorku.

## Technika
Giacomelliho technika je výrazná. Poté, co začal s populárním a robustním hledáčkem filmového formátu Comet 127, vyráběným v Itálii firmou CMF Bencini od roku 1948 do 50. let, v roce 1954 si koupil z druhé ruky Kobell, větší spojenou dálkoměrnou kameru pro desky a film 6x9, jeden z pouhých asi 400 vyrobených firmami Boniforti a Ballerio v Miláně asi od roku 1952 a sám si ho upravil. Nebál se využít možnosti dvojité expozice Compur závěrky, stejně jako měkkého zaostření, pohybu fotoaparátu a dlouhých časů závěrky. Jeho snímky jsou vysoce kontrastní, zcela na rozdíl od modulovaného plného tonálního rozsahu jeho učitele Cavalliho, a jsou výsledkem použití elektronického blesku v důsledku nadměrného vývoje jeho filmu a kompenzačního těžkého tisku takže téměř černé formy „plují“ proti bílé zemi. Při komentování těchto voleb se odvolával na své školení v polygrafickém průmyslu a grafickém umění; "Pro mě je fotografický film jako tisková deska, litografie, kde se obrazy a emoce rozvrství." Po roce 1986, zejména ve své sérii 1992–3 Il pittore Bastari („Malíř Bastari“), uměle zahrnul vědomě symbolické kartonové masky a psí hračky.

## Série
Giacomelli se inspiroval literaturou Cesara Pavese, Giacoma Leopardiho (rodáka z Giacomelliho regionu) a poválečného existencialisty Eugenia Montaleho, velikánů italské literatury od nichž si často vypůjčoval tituly pro své obrazové série, jako např. konfrontační, nesentimentální snímky, které vytvořil (1955–1957) v domově starých lidí, kde pracovala jeho matka jako pradlena; Verrà la more e avrà i tuoi occhi („Smrt přijde a bude mít tvé oči“), převzato z básně Pavese. Psal vlastní poezii a jeho obrazy jsou odrazem jejich výtvarného jazyka.
Stejně jako ostatní členové Misy fotografoval Giacomelli prostý život chudých v jižní Itálii v letech 1957 a 1959 při návštěvě Scanna, malého města v regionu Abruzzii, které o pět let dříve navštívil Henri Cartier-Bresson, jenž zde pořídil zcela odlišné snímky.
K lidem, které jsem ve Scannu fotil, jsem byl upřímný, protože nebylo mým záměrem říkat něco o jejich sociální situaci. Nezabýval jsem se ani politickými tématy, ani trendem hledání bídy a chudoby, který v té době prožívalo mnoho fotografů na jihu Itálie. Ve Scannu jsem chtěl jen snít; a snil jsem.
Tam pořídil snímek známý jako Scanno Boy (1957), jeden z Giacomelliho nejznámějších příkladů emocionálního účinku jeho technické inovace. Vytváří působivou atmosféru „pittura metafisica“, z níž vystupují tmavé a rozostřené postavy, s jediným a centrálním objektem, který je ostrý: chlapcem ve střední vzdálenosti, který se dívá do kamery, orámován prchavými, černě svatozářové postavy v popředí a kráčející s rukama v kapsách, za nimi další dvě identicky oblečené staré ženy.
V roce 1964 byla tato fotografie vystavena Johnem Szarkowskim na pozoruhodné výstavě v Muzeu moderního umění v New Yorku The Photographer's Eye (a reprodukována v katalogu v roce 1966). Fotografie je také zveřejněna v Looking at Photographs. 100 Pictures from the Collection of the Museum of Modern Art New York (také Szarkowski, 1973).
V roce 2013 chlapce odhalila Simona Guerra, výzkumnice a neteř Maria Giacomelliho, jako Claudio De Cola, dne 19. října 1957 vycházel z kostela Sant'Antonio da Padova jako lidé kolem něj, po mši. Prostřednictvím několika pátrání v archivech a ve městě Scanno se Guerra „setkal s rodiči chlapce, který je nyní ve svém šedesátých let a už nežije ve Scannu, jeho uznání, které sám potvrdil, udělali také jeho matka, Teopista, vytvořila několik dalších snímků svého syna, které poskytly „důkaz, že chlapec, kterého Giacomelli ztvárnil, byl De Cola. "

## Uznání
Giacomelli se zúčastnil první výstavy italské fotografie ve Spojených státech, když v roce 1957 byla Unione Fotografica Milanese pozvána, aby představila Současnou italskou fotografii v domě George Eastmana v Rochesteru ve státě New York, kde se představilo 26 fotografů. Vystavil jednu ze svých prvních krajinářských fotografií ze série, kterou začal v roce 1954 a rozšiřoval až do roku 2000. Jeho geometrie a abstrakce přitahovaly pozornost.
Giacomelli se stal jedním z nejúspěšnějších italských fotografů na mezinárodní scéně během 70. a 80. let; Nathan Lyons kurátorsky připravil výstavy jeho děl v letech 1968 a 1969; poté, co byl povýšen kurátorem fotografie MoMA Johnem Szarkowskim v roce 1975, byl zařazen na výstavu ve Victoria and Albert Museum s názvem The Land, kterou pořádali Bill Brandt a Mark Haworth-Booth. I Pretini (Malí kněží, 1961-1963), záznam každodenního života skupiny mladých kněží, vyplynul z jeho dokumentace poválečných italských seminářů.

## Publikace
- Ida Gianelli a Antonella Russo, Mario Giacomelli, Castello di Rivoli, Turín, 1992.
- Enzo Carli, Mario Giacomelli: Vnitřní forma. Fotografie 1952-1995, Charta Art Books, Milán, 1996.
- Renzo Frontoni. Obiettivo Scanno: Cartier-Bresson, Giacomelli, Monti, Router, Berengo Gardin, Bucce a další. Riccardo Tanturri, Marsilio, Benátky, 1997.
- Ennery Taramelli, Mario Giacomelli, Nathan, Paříž, 1998.
- Germano Celant, Mario Giacomelli, Fotografie, Milán, 2001.
- Sandro Genovali, Mario Giacomelli: Evoking Shadow, Charta Art Books, Milán, 2002.
- Giacinto Di Pietrantonio, Riccardo Lisi, Antonio Ria, Michele Robecchi, Marco Tagliafierro, Born in a Ditch: Enzo Cucchi a Mario Giacomelli, ELR, Losone, Švýcarsko, 2003.
- Alistair Crawford, Mario Giacomelli, Phaidon Press, Londýn, 2006.
- Roberto Maggiori, Enzo Cucchi & Bruno Giacomelli: Cose Mai Viste, Fotografie, Milán, 2006.
- Simona Guerra, Mario Giacomelli: Celý můj život, Bruno Mondadori, Milán 2008.
- Alistair Crawford, Černý čeká na bílé: Fotografie Maria Giacomelliho, Contrasto, Milán, 2009.
- Katiuscia Biondi, Mario Giacomelli: Sotto la pelle del reale, 24Ore Cultura, Milán, 2011.
- Katiuscia Biondi, Mario Giacomelli: Není to žádný pas le fotograf, není to pas le faire, Contrejour, Biarritz, Francie, 2016.
- Virginia Heckert, Mario Giacomelli: Figura/Found, Getty, Los Angeles, 2021.
- Questo ricordo lo vorrei raccontare. Skinnerbox, 2024. S textem v angličtině a italštině.

## Sbírky
Giacomelliho dílo se nachází v řadě stálých veřejných sbírek:
- Castello di Rivoli, Turín[15]
- Brooklynské muzeum, New York City[16]
- Muzeum moderního umění, New York[17]
- Institut umění v Chicagu[18]
- Sanfranciské muzeum moderního umění, San Francisco, Kalifornie[19]
- Francouzská národní knihovna, Paříž
- Victoria and Albert Museum, Londýn
- Puškinovo muzeum, Moskva
- Centro Studi e Archivio della Comunicazione na Univerzitě v Parmě
- Muzeum George Eastmana, Rochester, New York